# Копельо, Альфредо
Альфредо Копельо (исп. Alfredo Copello) — аргентинский боксёр-любитель.
Родился 15 марта 1903 года. На Олимпиаде 1924 года в Париже завоевал серебряную медаль в составе аргентинской команды по боксу. Выступал в лёгком весе. В финале проиграл датчанину Хансу Якобу Нильсену.